# Campionati italiani di squash

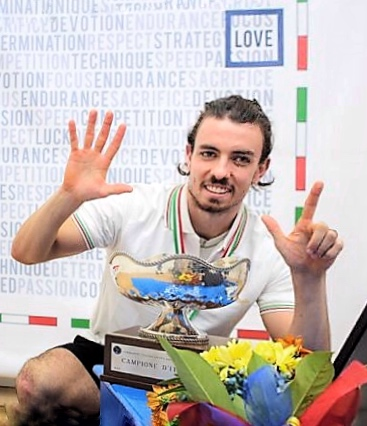
Yuri Farneti mostra il settimo titolo assoluto vinto nel 2021.

I Campionati italiani di squash sono una competizione di squash individuale organizzata dalla Federazione italiana di squash, che si svolge ogni anno dal 1977.
Marco Nerozzi, Simone Rocca e Yuri Farneti detengono il record di vittorie con 8 titoli.
Manuela Manetta detiene il record femminile con 10 titoli.

## Albo d’oro
| Anno | Maschile           | Femminile          |
| ---- | ------------------ | ------------------ |
| 1977 | Peter Carmel       | Jade Royal         |
| 1978 | Marco Nerozzi      | Rita Rota          |
| 1979 | Marco Nerozzi      | Rita Rota          |
| 1980 | Marco Nerozzi      | Rita Rota          |
| 1981 | Marco Nerozzi      | Rita Rota          |
| 1982 | Marco Nerozzi      | Maria Grazia Sisti |
| 1983 | Edoardo Possati    | Barbara Masi       |
| 1984 | Marco Nerozzi      | Barbara Masi       |
| 1985 | Edoardo Possati    | Barbara Masi       |
| 1986 | Marco Nerozzi      | Barbara Masi       |
| 1987 | Marco Nerozzi      | Barbara Masi       |
| 1988 | Simone Rocca       | Clarissa Fabbri    |
| 1989 | Simone Rocca       | Clarissa Fabbri    |
| 1990 | Simone Rocca       | Barbara Masi       |
| 1991 | Simone Rocca       | Clarissa Fabbri    |
| 1992 | Simone Rocca       | Teresa Beresford   |
| 1993 | Davide Sisti       | Teresa Beresford   |
| 1994 | Francesco Busi     | Teresa Beresford   |
| 1995 | Davide Bianchetti  | Teresa Beresford   |
| 1996 | Davide Bianchetti  | Sonia Pasteris     |
| 1997 | Francesco Busi     | Teresa Beresford   |
| 1998 | Davide Bianchetti  | Sonia Pasteris     |
| 1999 | Davide Bianchetti  | Sonia Pasteris     |
| 2001 | Josè Facchini      | Sonia Pasteris     |
| 2002 | Andrea Cappella    | Manuela Manetta    |
| 2003 | Andrea Cappella    | Manuela Manetta    |
| 2004 | Simone Rocca       | Manuela Manetta    |
| 2005 | Luca Mastrostefano | Sonia Pasteris     |
| 2006 | Simone Rocca       | Manuela Manetta    |
| 2007 | Simone Rocca       | Manuela Manetta    |
| 2008 | Andrea Torricini   | Manuela Manetta    |
| 2009 | Josè Facchini      | Manuela Manetta    |
| 2010 | Josè Facchini      | Manuela Manetta    |
| 2011 | Marcus Berrett     | Manuela Manetta    |
| 2012 | Marcus Berrett     | Sonia Pasteris     |
| 2013 | Marcus Berrett     | Manuela Manetta    |
| 2014 | Davide Bianchetti  | Elisabetta Priante |
| 2015 | Yuri Farneti       | Monica Menegozzi   |
| 2016 | Yuri Farneti       | Eleonora Marchetti |
| 2017 | Yuri Farneti       | Monica Menegozzi   |
| 2018 | Yuri Farneti       | Monica Menegozzi   |
| 2019 | Yuri Farneti       | Cristina Tartarone |
| 2020 | Yuri Farneti       | Monica Menegozzi   |
| 2021 | Yuri Farneti       | Monica Menegozzi   |
| 2022 | Yuri Farneti       | Cristina Tartarone |
| 2023 | Yuri Farneti       | Giulia Semprini    |
| 2024 | Yuri Farneti       | Cristina Tartarone |
| 2025 | Yuri Farneti       | Cristina Tartarone |